# Malk Göhren
Malk Göhren is een gemeente in de Duitse deelstaat Mecklenburg-Voor-Pommeren, en maakt deel uit van het Landkreis Ludwigslust-Parchim.
Malk Göhren telt 402 inwoners.